# Landschapspark (natuurgebied)

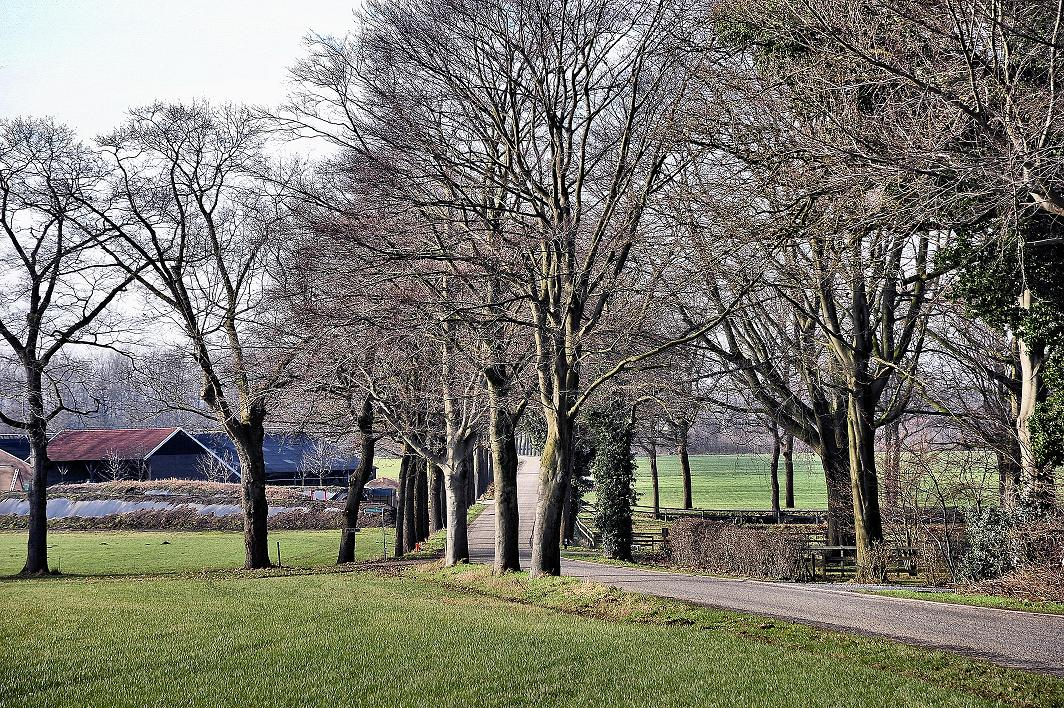
Idyllisch landschap in de Achterhoek

De term  landschapspark heeft in Nederland en België (Vlaanderen) een vergelijkbare betekenis, maar de juridische status is verschillend. De term is gebruikt voor het benoemen van gebieden met grote landschappelijke kwaliteit die bescherming behoefden, aangeduid als nationale landschapsparken of nationale landschappen. In Vlaanderen bestaan sinds oktober 2023 vijf landschapsparken.
Lokale overheden gebruikten de term ook wel op een losse manier in de betekenis van aantrekkelijk agrarisch gebied of park/openbaar groen.

## Nederland

### Nationale landschapsparken
Landschapspark is een begrip dat omstreeks 1970 gedurende enige tijd in kringen van natuur- en landschapsbeschermers opgang deed. Van regeringszijde werd in 1975 in Nederland voorgesteld samen met een aantal nieuwe nationale parken een twintigtal nationale landschapsparken te stichten. Gedoeld werd daarbij op gebieden met een grote landschappelijke kwaliteit die bescherming zouden moeten krijgen. Niet als reservaat maar als gebied met een milde bescherming via vooral de ruimtelijke ordening.
Ondanks deze duidelijke verschillen met natuurreservaten waren vele bewoners van het landelijke gebied bang dat ze met allerlei beperkingen te maken kregen als hun woon- en werkgebied het predicaat landschapspark zou krijgen. De plannen riepen hierdoor veel weerstand op.

### Nationale landschappen
Hoewel de term landschapspark in de laatstgenoemde betekenis niet veel meer gebruikt wordt, leeft de geest ervan nadrukkelijk voort. Aan het eind van de 20e eeuw werd bijvoorbeeld in het nationale natuur- en landschapsbeleid aangekondigd om in een aantal provincies over te gaan tot de instelling van een nationaal landschap. In de Nota Ruimte die in 2006 is vastgesteld, staan in totaal twintig van deze landschappen genoemd. Zo wil de overheid grote gebieden met veel waardevolle cultuurlandschappen veiligstellen, in aanvulling op (andere) natuurgebieden en de nationale parken.

## Vlaanderen

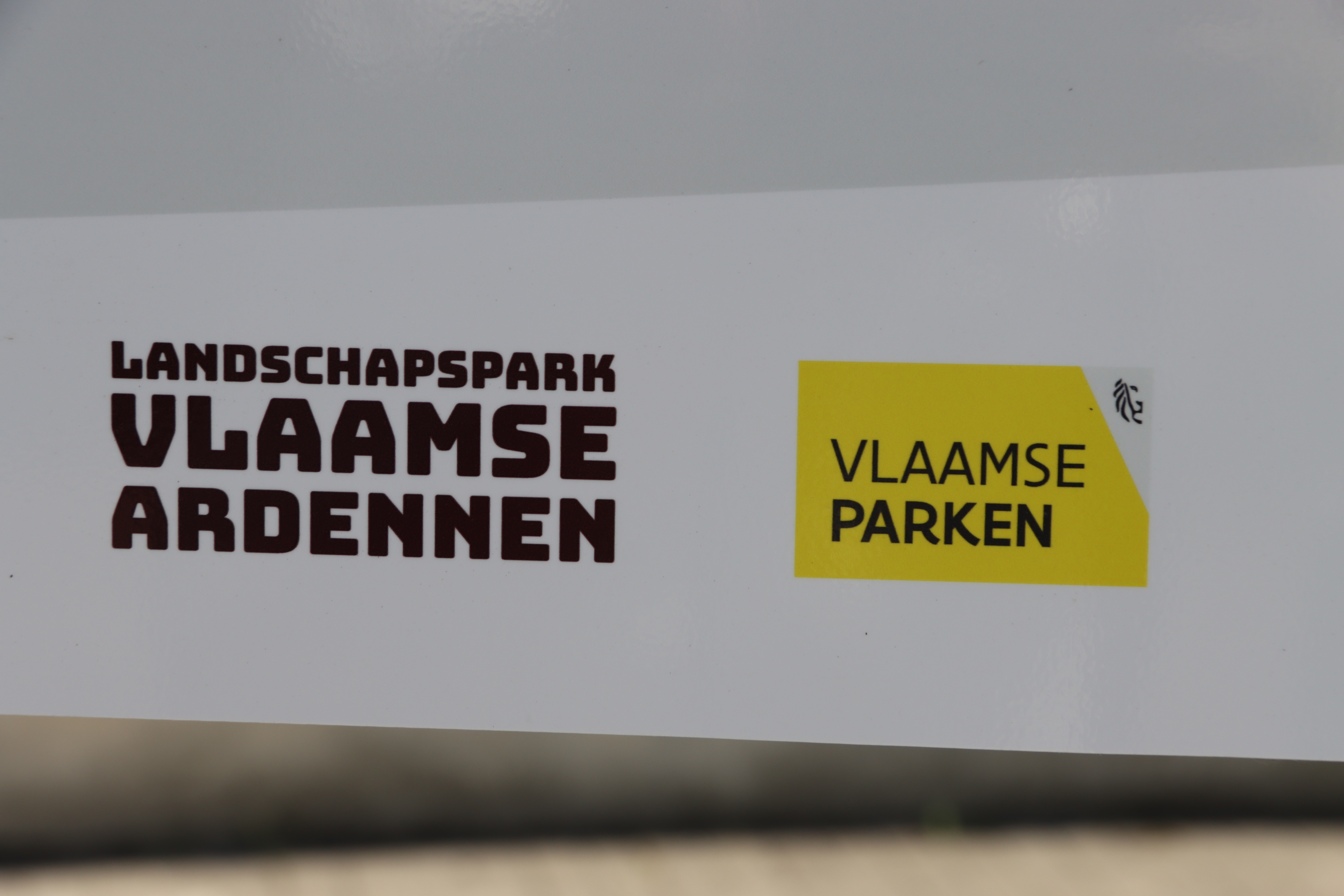
Landschapspark Vlaamse Ardennen

Sinds 1990 kent Vlaanderen Regionale landschappen. In Vlaanderen wilde de Vlaamse Overheid tegen het voorjaar van 2023 drie landschapsparken creëren. Het gaat om gebieden van minstens 10 000 hectare groot, met minstens 70% open ruimte en minstens 15% natuur waarin de klemtoon ligt op landschapskwaliteit. Na een eerste selectie bleven in 2022 zeven kandidaten over: Zwinstreek, Vlaamse Ardennen, Hart van Haspengouw, Boerenlandschap Pajottenland, Grenzeloos bocagelandschapschap Voerstreek, Rivierpark Maasvallei, Kempen-Broek. Uiteindelijk dienden zes gebieden in mei 2023 een dossier in (Boerenlandschap Pajottenland diende geen aanvraag in).
In oktober 2023 werden uiteindelijk vijf Vlaamse Landschapsparken erkend: Landschapspark Grenzeloos bocagelandschap, Landschapspark Hart van Haspengouw, Landschapspark Maasvallei, Landschapspark Vlaamse Ardennen en Landschapspark Zwinstreek.
| Naam Landschapspark                       | Provincie       | Opgericht | Foto                                      |
| ----------------------------------------- | --------------- | --------- | ----------------------------------------- |
| Landschapspark Vlaamse Ardennen           | Oost-Vlaanderen | 2023      | Landschapspark Vlaamse Ardennen           |
| Landschapspark Zwinstreek                 | West-Vlaanderen | 2023      | Landschapspark Zwinstreek                 |
| Landschapspark Hart van Haspengouw        | Limburg         | 2023      | Landschapspark Hart van Haspengouw        |
| Landschapspark Grenzeloos bocagelandschap | Limburg         | 2023      | Landschapspark Grenzeloos bocagelandschap |
| Landschapspark Maasvallei                 | Limburg         | 2023      | Landschapspark Maasvallei                 |

Voor 2023 waren er ook enkele gebieden die zichzelf (onofficieel) tot 'landschapspark' hadden uitgeroepen (Drongengoed, Bulskampveld, De Merode). Enkele gebieden noem(d)en zichzelf 'natuurpark' (Grote Netewoud), 'natuurgrenspark' (Groote Heide), 'grenspark' (Grenspark Kalmthoutse Heide, Grenspark Groot Saeftinghe) of 'rivierpark' (Rivierpark Maasvallei (sinds 2023 Landschapspark Maasvallei), Rivierpark Scheldevallei (sinds 2023 Nationaal Park Scheldevallei)).